# كاسلفينيا (لعبة فيديو)
كاستلفينيا (بالإنجليزية:Castlevania) (باليابانية:悪魔城ドラキュラ) ، هي لعبة إلكترونية من نوع المغامرة، أنتجت شركة كونامي سنة 1986 ، وتدور اللعبة حول البطل ألوكارد وهو يقوم بدخول القلعة بحثا عن فامباير .

## وصلات خارجية
- Akumajō Dracula (FDS) على موقع غيم فاكس
- Castlevania (NES) على موقع غيم فاكس
- Castlevania على موبي غيمز
- Castlevania guide في موقع ستراتيجي ويكي
- The Castlevania Dungeon (Castlevania entry)
- MrP's CastleVania Realm (Castlevania entry)